# 小行星498
小行星498（498 Tokio）是一颗围绕太阳公转的小行星。1902年12月2日，奧古斯特·卡洛斯在尼斯描述了此天体。
这颗小行星的绝对星等为8.95等。
小行星498最初是由日本天文学家平山信于1900年3月6日在日本东京发现，这也是日本人“发现”的第一颗小行星。但由于平山信无法确定这颗小行星的轨道，因此这次发现没有得到官方的承认。奥古斯特·沙卢瓦在1902年底重新发现这颗小行星并确定它的轨道，从而获得这颗小行星的命名权。为了表达对平山信的敬意，沙卢瓦将小行星498的命名权转送给平山信。平山信以小行星的发现地东京（东京在20世纪初经罗马化后的写法是Tokio）命名。

## 相关條目
- 小行星列表/10001-11000

## 外部連結
- Asteroid Lightcurve Database (LCDB) （页面存档备份，存于）, query form (info （页面存档备份，存于）)
- Dictionary of Minor Planet Names, Google books
- Discovery Circumstances: Numbered Minor Planets (10001)-(15000) （页面存档备份，存于） – Minor Planet Center
- 小行星498 at AstDyS-2, Asteroids—Dynamic Site
  - Ephemeris · Observation prediction · Orbital info · Proper elements · Observational info
- NASA JPL小天體瀏覽器上的小行星498

| 前一小行星： 小行星497 | 小行星列表 | 後一小行星： 小行星499 |